# 清木場俊介 LIVE TOUR 2008-2009 "ROCK & SOUL II"
清木場俊介 LIVE TOUR 2008-2009 "ROCK & SOUL II"（きよきばしゅんすけ・ライブ・ツアー・ニセンハチ・ニセンキュウ・ロック・アンド・ソウル・ツー）は、清木場俊介の映像作品である。

## 概要
- 2枚組。1枚目に「Julian Love」〜「LONG MY WAY」のライブ映像を収録し、2枚目に「爾来 〜10年後のボク等〜」〜「今。」のライブ映像を収録。

## 収録曲

### DISC:1
1. Julian Love
2. 罪と罰
3. FREE
4. 悲しきRock'n Roll
5. believe
6. キミが望むモノとボクが欲しいモノ
7. キミの子宮の中で…
8. いつか…
9. 最後の夜
10. 有り余る愛
11. 強くならないで…
12. 愛のかたち
13. 五日間……バックレよう
14. さよなら愛しい人よ…
15. 唄い人
16. LONG MY WAY

### DISC:2
1. 爾来 〜10年後のボク等〜
2. 忘れないで
3. 今。